# Real Federación Española de Automovilismo
Real Federación Española De Automovilismo (kurz R.F.E. de A. auch RFEdA)  (deutsch: Königlich spanischer Automobilverband) ist die oberste Sportbehörde für den Automobilmotorsport in Spanien mit Hauptsitz in Madrid.

## Organisation
RFEdA hat bei der FIA den Status eines ASN (franz.:Autorité Sportive Nationale, Träger der nationalen Sporthoheit). Als Sportbehörde ist sie für die Ausstellung von Fahrerlizenzen für Automobil- und Kartsport, die Genehmigung von Sportveranstaltungen, die Ausschreibung von Meisterschaften sowie die Regulierung von sportlichem und technischem Reglement und dessen sportrechtlicher Durchsetzung unter Anwendung der Regeln die von der Fédération Internationale de l’Automobile  beim FIA World Council festgelegt werden zuständig.
Geleitet wird die Sportbehörde durch das Präsidium, dem bei Fachfragen ein Exekutivkomitee mit zahlreichen Ausschüssen beratend zur Seite steht. Derzeitiger Präsident ist Carlos Gracia Fuertes, der auch Vizepräsident der FIA ist.

## Lizenzen
Der RFEdA vergibt in Spanien Lizenzen für Fahrer, Beifahrer, Sportwarte und Instruktoren zur Teilnahme an nationalen Sportveranstaltungen des Verbandes bzw. den internationalen Veranstaltungen der FIA.

## Periodika
Eine Sammlung der für Funktionäre und Aktive wichtigen Bestimmungen Documentación Oficiales  wird jährlich herausgeben. Aktuelle Mitteilungen werden auch auf der Homepage im Internet veröffentlicht.

## Auszeichnungen
2005 wurde R.F.E. de A. mit dem Bernie-Ecclestone-Preis bekannt als ASN-Trophäe ausgezeichnet, da die beiden spanischen Formel-1 Fahrer Fernando Alonso und Pedro de la Rosa in der Saison zusammen die meisten Punkte einfahren konnten.